# Fkirina
Fkirina (em árabe: فكيرينة) é uma comuna localizada na província de Oum El Bouaghi, Argélia. De acordo com o censo de 2008, a população total da cidade era de 12 318 habitantes.